# Окунівська сільська рада
Окуні́вська сільська́ ра́да — адміністративно-територіальна одиниця та орган місцевого самоврядування в Чорноморському районі Автономної Республіки Крим. Адміністративний центр — село Окунівка.

## Загальні відомості
- Населення ради: 2 091 особа (станом на 2001 рік)

## Населені пункти
Сільській раді підпорядковані населені пункти:
- с. Окунівка
- с. Громове
- с. Знам'янське
- с. Красносільське
- с. Мар'їне

## Склад ради
Рада складається з 16 депутатів та голови.
- Голова ради: Аргун Наталія Петрівна
- Секретар ради: Жипа Наталія Володимирівна

### Керівний склад попередніх скликань
| Прізвище, ім'я, по батькові | Основні відомості                                                                      | Дата обрання | Дата звільнення |
| --------------------------- | -------------------------------------------------------------------------------------- | ------------ | --------------- |
| Аргун Наталія Петрівна      | Сільський голова, 1956 року народження, освіта вища, член Комуністичної партії України | 26.03.2006   | 31.10.2010      |
| Аргун Наталія Петрівна      | Сільський голова, 1956 року народження, освіта вища, член Комуністичної партії України | 31.10.2010   |                 |

Примітка: таблиця складена за даними сайту Верховної Ради України

### Депутати
За результатами місцевих виборів 2010 року депутатами ради стали:

#### За суб'єктами висування
| Суб'єкт висування           | Кількість обраних депутатів | %    |
| --------------------------- | --------------------------- | ---- |
| Партія регіонів             | 10                          | 62,5 |
| Самовисування               | 4                           | 25   |
| Комуністична партія України | 1                           | 6,3  |
| Українська морська партія   | 1                           | 6,3  |

Комуністична партія України (1993—2022)|

#### За округами
| № округу                    | Прізвище, ім'я, по батькові    | Дата визнання обраним | Освіта             | Партійна приналежність            | Відомості про обраного депутата                 |
| --------------------------- | ------------------------------ | --------------------- | ------------------ | --------------------------------- | ----------------------------------------------- |
| Комуністична партія України |                                |                       |                    |                                   |                                                 |
| 16                          | Золотухін Володимир Васильович | 04.11.2010            | середня            | член Комуністичної партії України | пенсіонер                                       |
| Партія регіонів             |                                |                       |                    |                                   |                                                 |
| 1                           | Куліков Павло Андрійович       | 04.11.2010            | вища               | член Партії регіонів              | ДАТ «Чорноморнафтогаз», оператор-технолог       |
| 3                           | Коновалова Оксана Анатоліївна  | 04.11.2010            | середня спеціальна | член Партії регіонів              | Громовський сільський клуб, технічний працівник |
| 4                           | Васюкова Ольга Іванівна        | 04.11.2010            | вища               | член Партії регіонів              | ТОВ «Тарханкут- Агро», менеджер                 |
| 5                           | Базавлук Віра Павлівна         | 04.11.2010            | середня спеціальна | член Партії регіонів              | ЧРСП магазин № 62, продавець                    |
| 7                           | Нечай Катерина Іванівна        | 04.11.2010            | середня спеціальна | член Партії регіонів              | Окунівська сільська бібліотека, бібліотекар     |
| 10                          | Жипа Наталія Володимирівна     | 04.11.2010            | вища               | член Партії регіонів              | тимчасово не працює                             |
| 11                          | Майданюк Юрій Леонідович       | 04.11.2010            | середня спеціальна | член Партії регіонів              | база відпочику «Хвиля», директор                |
| 12                          | Вєтров Петро Петрович          | 04.11.2010            | середня            | член Партії регіонів              | ДАТ «Чорноморнафтогаз», водій                   |
| 14                          | Ткачук Марина Анатоліївна      | 04.11.2010            | вища               | член Партії регіонів              | тимчасово не працює                             |
| 15                          | Грінь Віталій Миколайович      | 04.11.2010            | середня спеціальна | член Партії регіонів              | ТОВ «Тарханкут-Агро», водій                     |
| Українська морська партія   |                                |                       |                    |                                   |                                                 |
| 13                          | Ібазерова Даміра Бекирівна     | 04.11.2010            | середня спеціальна | позапартійна                      | тимчасово не працює                             |
| Самовисування               |                                |                       |                    |                                   |                                                 |
| 2                           | Гєршун Наталія Валеріївна      | 04.11.2010            | середня            | позапартійна                      | приватний підприємець                           |
| 6                           | Гребеннік Микола Михайлович    | 04.11.2010            | середня спеціальна | позапартійний                     | тимчасово не працює                             |
| 8                           | Дудченко Зінаїда Володимирівна | 04.11.2010            | середня спеціальна | позапартійна                      | Окунівська сільська рада, спеціаліст            |
| 9                           | Альошин Володимир Анатолійович | 04.11.2010            | вища               | позапартійний                     | Окунівська загальноосвітня школа, вчитель       |